# Birmingham Superprix
Birmingham Superprix – były brytyjski uliczny tor wyścigowy położony w centrum Birmingham. W latach 1986–1990 odbywały się tam wyścigi Formuły 3000, którym towarzyszyły rundy British Touring Car Championship oraz Formuły Ford 1600.

## Zwycięzcy wyścigówFormuły 3000na torze Birmingham Superprix
| Sezon | Kierowca          | Zespół             |
| ----- | ----------------- | ------------------ |
| 1986  | Luis Pérez-Sala   | Pavesi Racing      |
| 1987  | Stefano Modena    | Onyx               |
| 1988  | Roberto Moreno    | Bromley Motorsport |
| 1989  | Jean Alesi        | Jordan Racing      |
| 1990  | Eric van de Poele | GA Motorsport      |